# Distichodus nefasch
Distichodus nefasch es una especie de peces de la familia Citharinidae en el orden de los Characiformes.

## Morfología
Los machos pueden llegar alcanzar los 83 cm de longitud total y 6.200 g de peso.

## Reproducción
Es ovíparo.

## Hábitat
Vive en zonas de clima tropical.

## Distribución geográfica
Se encuentran en África: río Nilo y lago Turkana.